# Поляново (Росія)
Поляново (рос. Польяново) — село у Чистоозерному районі Новосибірської області Російської Федерації.
Входить до складу муніципального утворення Поляновська сільрада. Населення становить 365 осіб (2017).

## Історія
Згідно із законом від 2 червня 2004 року органом місцевого самоврядування є Поляновська сільрада.

## Населення
| 2002 | 2007 | 2010 | 2012 | 2013 | 2014 | 2015 |
| ---- | ---- | ---- | ---- | ---- | ---- | ---- |
| 457  | ↗481 | ↘425 | ↘415 | ↘399 | ↘375 | ↘372 |
| 2016 | 2017 |      |      |      |      |      |
| ↘369 | ↘365 |      |      |      |      |      |